# Stanislaus Maronski

Stanislaus Maronski

Stanislaus Maronski (* 30. April 1825 in Gnesen; † 12. Februar 1907 in Hohensalza) war ein Gymnasiallehrer in polnischer Geschichte.

## Leben
Stanislaus Maronski (Stanisław Maroński) wurde konservativ katholisch im Sinne seiner polnisch-ethnischen Zugehörigkeit erzogen. Seine Eltern schickten ihn 1840 auf das Gymnasium zu Tremessen im Großherzogtum Posen. Nachdem er das Zeugnis der Reife erhalten hatte, schrieb er sich 1847 an der Universität Breslau ein, wo er hauptsächlich historische, geographische, philologische und philosophische Vorlesungen hörte. 1854 unterzog der sich der mündlichen Prüfung pro facultate docendi (Lehrbefähigung) vor der königlich wissenschaftlichen Prüfungskommission. Nach erfolgreichem Abschluss des Studiums wurde ihm die unbedingte facultate docendi erteilt. Mit der Lehrbefähigung für höhere Schulen trat er im Anschluss sein Probejahr am Gymnasium zu Culm in Westpreußen an, von wo er 1855 an das Gymnasium zu Conitz als wissenschaftlicher Hilfslehrer wechselte. Dort lernte er auch seine zukünftige Frau Leocadia Grünfeld kennen.
1857 wurde Stanislaus Maronski als 3. Ordentlicher Lehrer an dem neu gegründeten Progymnasium in Neustadt in Westpreußen angestellt. Ihr Sohn, der am 26. Juni 1857 in Neustadt i. Westpreußen zur Welt kam, wurde traditionell nach dem Vater Stanislaus benannt. Bis 1863 folgten ihm weitere vier Geschwister. Als das Progymnasium zu einem vollständigen Gymnasium erhoben wurde, stieg Stanislaus Maronski zum 2. Oberlehrer auf. Er unterrichtete in den Fächern Polnisch, Geschichte und Latein. Im Jahr 1872 beantragte er aus gesundheitlichen Gründen seine Pensionierung. In den Ruhestand versetzt, siedelte er nach Posen  über. Auch nach seiner Pensionierung setzte er seine geschichtliche Betätigung fort und veröffentlichte bis 1884 mehrere Bücher und geschichtliche Essays. Am 14. September 1874 verstarb seine Frau Leocadia im Alter von 44 Jahren. Sie hinterließ fünf Kinder. Nach diesem schweren Schicksalsschlag siedelte M. im darauf folgenden Jahr mit seinen Kindern nach Neuenburg in Westpreußen in den Landkreis Schwetz (Weichsel) über. Er verlegte jedoch schon 1876 seinen Wohnsitz nach Pelplin bei Preußisch Stargard. Zuletzt lebte er in Hohensalza, wo er am 12. Februar 1907, kurz vor Vollendung seines 82. Lebensjahres verstarb. Neben seiner wissenschaftlich-historischen Arbeit widmete er sich in seiner Freizeit der Malerei, insbesondere der Porträtzeichnung bekannter Persönlichkeiten.

## Werke
- Pieśń o narodzie cierpienia. Ernest Günther, Gniezno 1848, 39 S.
- O Sottysach w Polsce (Über das Schulzenamt in Polen 1851)
- De auguribus Romanis. Druck von H. Brandenburg, Neustadt in Westpreussen 1859, 26 S.
- Die stammverwandtschaftlichen und politischen Beziehungen Pommerns zu Polen, bis zum Ende der ersten polnischen Herrschaft in Pommerellen, i.J. 1277. Neustadt i. W. 1866 (Online, Google).
- O nawrózu Pomorzan (Über die Bekehrung der Pommern 1874)
- Einige linguistisch-historische Bemerkungen und Exkurse anlässlich der Schrift Philippis: „Die von der Marwitz“. Königsberg in Preussen 1880.
- Stowianie Meklemburscy (Die mecklenburgischen Slaven 1831)
- Rozbiór krytyczny Libri Beneficiorum Jana Laskiego (Kritische Analyse der Libri Beneficiorum des Johann Laski 1882)
- Herodot’s Gelonen: keine preußisch-litauische Völkerschaft. Danziger Verlagsgesellschaft, Danzig 1883, 54 S.
- O zatozeniu biskupswa Lebus 1883
- Obraz ekonomiczno-statystyczny Archidyecezyi Gnieznienskiéj w wieku XVI (Ökonoisch-statistische Verhältnisse der Erzdiözese Gnesen im XVI. Jahrhundert 1883), Jan Laski
- Prymas (Primas Johann Laski 1884)